# Naomi Shindō
Naomi Shindō (進藤 尚美 Shindō Naomi?, Kioto, 9 de noviembre de 1972) es una seiyū japonesa que trabaja para Aoni Productions. Esta actriz de doblaje es mayormente conocida por sus actuaciones como Shizuru Fujino del anime Mai-Hime, Shizuru Viola del anime Mai-Otome, secuela de Mai-Hime, y Cagalli Yula Athha del anime Gundam Seed y Gundam Seed Destiny.

## Actuaciones de doblaje

### Anime
- Ah! My Goddess (Shohei Yoshida)
- Ao no Exorcist: Kyoto Fujōō Hen (Torako Suguro)
- Beyblade (Kathy Glory)
- Binbou Shimai Monogatari (Echigoya Kinko)
- Blood+ (Young Haji) - episodio 22.
- Bobobo-bo Bo-bobo  (Heppokomaru)
- Bokurano (Misumi Tanaka)
- Crush Gear Turbo (Kuroudo Marume)
- Darker than Black (Havoc) - episodio 5 y 6
- Dennō Coil (Aiko)
- Fantastic Children (Conrad) - episodio 1 y 14, (young Sess) - episodio 16
- Gaiking Legend of Daiku-Maryu - (Naoto Hayami)
- Gear Fighter Dendoh (Hokuto Kusanagi)
- GetBackers  (Ban Midō) (as a child)
- Gun Frontier (Katarina, Sanae)
- Idolmaster: Xenoglossia (Chikako Minamoto)
- Kanokon (Tamamo)
- Kouchuu Ouja Mushiking Super Battle Movie: Yami no Kaizou Kouchuu - Popo
- Macross Zero (OVA) (Aries Turner)
- Majin Tantei Nōgami Neuro (Haruka Katsuragi) - episodio 22
- Mobile Suit Gundam SEED (Cagalli Yula Athha, Eileen Canaver, Birdy (Torii))
- Mobile Suit Gundam SEED Destiny (Cagalli Yula Athha, Torii)
- Mai-Hime  (Shizuru Fujino)
- Mai-Otome (Shizuru Viola)
- Mai-Otome Zwei (Shizuru Viola)
- No Game No Life (Miko)
- One Piece (Kalifa)
- PaRappa the Rapper (Dorothy) - episodio 2 y 18
- Pururun! Shizuku-Chan Aha! (Midoriko-san)
- Sonic X (Danny), (Lindsey Thorndyke)
- Sora Kake Girl (Nina Stratoski)
- Stellvia of the Universe (Leila Barthes)
- Tari Tari (Mai Ayabe)
- Tenchi Muyo! Ryo-Ohki (Noike Kamiki Jurai)
- Last Exile ginyoku no fam (Princesa Liliana)

### Videojuegos
- Another Century's episodio 2 (Marina Carson)
- Another Century's episodio 3 (Marina Carson)
- Battlefield Valkyria: Gallian Chronicles (Irene Ellet)
- Tokimeki Memorial Girl's Side: 2nd Kiss (Tatsuko Todou)
- Samurai Warriors (Ranmaru Mori)
- Samurai Warriors 2 (Ranmaru Mori), (Tachibana Ginchiyo)
- Spartan: Total Warrior (Electra)
- Shin Megami Tensei: Digital Devil Saga 2 (Fred)
- Xenosaga (Dr. Juli Mizrahi)

### Doblajes especiales
- Thomas the Tank Engine and Friends (Jack the Front Loader)

### CD Drama
- Hayate X Blade (Maki Kamijou)
- Mai-HiME drama CD (Shizuru Fujino)
- Mai-Otome drama CD (Shizuru Viola)
- Queen's Blade drama CD 3 (Analista)

## Character Image songs
| # | Título                                            | Fecha de publicación | Información del Anime                                                                       |
| - | ------------------------------------------------- | -------------------- | ------------------------------------------------------------------------------------------- |
| 1 | Katakoi Enka (片恋艶歌 One-sided Love Enka?)      |                      | Shizuru Fujino / My-HiME Character & Vocal Album - Hatsukoi Houteishiki ~ Dai 2 Gakushou CD |
| 2 | Hana no Sakura (花の桜 Cherryblossom flowers?)    |                      | Shizuru Fujino / My-HiME Drama CD                                                           |
| 3 | Precious Rose (プレシャス ローズ Pureshasu Rozu?) |                      | Cagalli Yula Athha / Gundam SEED Suit CD vol. 2 ATHRUN x CAGALLI                            |